# 江城警事
江城警事是中華人民共和國一部2017年上映的都市劇，由林雨申、杨烁、张佳宁、蒋小涵、魏积安、王璐瑶、石凉、汤镇业、钱晓蕴、李明启、方青卓等人主演，刘光执导，中華人民共和國公安部金盾影视文化中心、上海影球文化有限公司、北京金天地影视文化股份有限公司、扬州市公安局出品。該電視劇講述的是社区基层中華人民共和國人民警察杨先（林雨申飾演）的故事。劇情根据真实故事改编。